# Owe Svärd
Owe Valter Svärd, född 29 juni 1913 i Göteborg, död 19 juli 1985, var en svensk arkitekt. 
Svärd, som var son till förste logevaktmästare Nils Svärd och Amy Dahlgren, utexaminerades från Chalmers tekniska institut 1936. Han var arkitekt och arbetschef hos arkitekt- och byggnadsfirman F.O. Peterson & Söner 1936–1954 samt innehade arkitekt- och byggnadsfirman A. Krüger & Son AB från 1954. Han var styrelseledamot i Svenska Arkitekters Riksförbund 1950–1953, ordförande i Västra Sveriges arkitektförening och Tekniska samfundets avdelning för husbyggnadskonst 1952–1953 och ledamot av Göteborgs byggnadsnämnd från 1959.
Svärd arbetade under många år för AB Volvo och hans kontor ritade flera av bolagets anläggningar. Svärd ritade AB Volvos huvudkontor (1985) tillsammans med Romaldo Giurgola (Mitchell/Giurgola).